# Boáz Klartag
Boáz Klartag (25 de abril de 1978) é um matemático israelense. É professor associado do Departamento de Matemática Pura da Universidade de Tel Aviv, onde obteve um doutorado sob orientação de Vitali Milman.
Klartag recebeu o Prêmio EMS de 2008, e o Prêmio Erdős de 2010.

## Publicações selecionadas
- ——— (2007). «A central limit theorem for convex sets». Inventiones Mathematicae. 168 (1): 91–131. Bibcode:2007InMat.168...91K. arXiv:math/0605014. doi:10.1007/s00222-006-0028-8
- ——— (2006). «On convex perturbations with a bounded isotropic constant». Geometric and Functional Analysis. 16 (6): 1274–1290. doi:10.1007/s00039-006-0588-1
- ——— (2002). «5n Minkowski Symmetrizations Suffice to Arrive at an Approximate Euclidean Ball». Annals of Mathematics. 156 (3): 947–960. JSTOR 3597288. arXiv:math/0204212. doi:10.2307/3597288